# Ithone pallida
Ithone pallida is een insect uit de familie van de Ithonidae, die tot de orde netvleugeligen (Neuroptera) behoort. 
Ithone pallida is voor het eerst wetenschappelijk beschreven door Tillyard in 1919.